# ۵۲۵ آدلاید

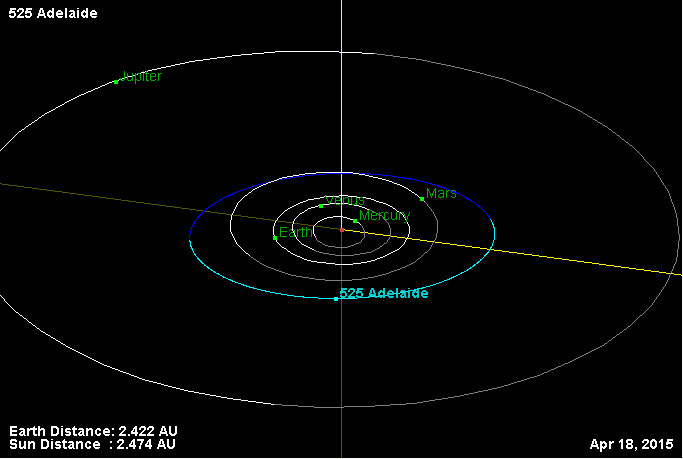
نمایی از محل قرارگیری سیارک ۵۲۵ آدلاید در مدار – ۲۰۱۵

سیارک ۵۲۵ (به انگلیسی: 525 Adelaide، نامگذاری:1908EKa) پانصد و بیست و پنجمین سیارک کشف شده‌است که در ۲۱ اکتبر ۱۹۰۸ کشف شد.
قدر مطلق سیارک برابر ۱۲٫۵۳ است.